# 流れ (遊助の曲)
「流れ」（ながれ）は、2017年3月8日にソニー・ミュージックレコーズから発売された遊助の22枚目のシングル。

## 概要
前作「凛」から約4か月ぶりのシングル。
表題曲「流れ」のミュージックビデオは、宮崎県の高千穂峡で撮影された。

## 販売形態
- 初回生産限定盤A
  - CD+DVD
- 初回生産限定盤B
  - CD+DVD
- 通常盤
  - CDのみ
  - 初回仕様のみトレカランダム封入

## 収録曲

### 初回生産限定盤A
CD
1. 流れ
作詞： 遊助、作曲：Kafu Satoh
2. 2=1+1
作詞：遊助、作曲：no_my・Terry Terazawa・Sayuka Matsuo・遊助
3. Only One
作詞：遊助、作曲：Shinichro Murayama
4. 流れ -Instrumental-

DVD
1. 「流れ」Music Video
2. 「流れ」Music Video Making

### 初回生産限定盤B
CD
1. 流れ
2. 2=1+1
3. Only One
4. 流れ -Instrumental-

DVD
1. ひまわり荘4
2. 「2=1+1」Music Video

### 通常盤
CD
1. 流れ
2. 2=1+1
3. Only One
4. まだあるから
作詞：遊助、作曲：Atsushi Harada